# Лутига рожева
Лутига рожева (Atriplex rosea) — вид трав'янистих рослин родини амарантові (Amaranthaceae), поширений у Європі, Північній Африці, західній Азії.

## Опис
Однорічна рослина 30–90 см заввишки. Стебла й гілки борошнисті, кінці гілок більш товстуваті, не менш як 1 мм в діаметрі. Квітки в клубочках по 5–10. Приквітки широко трикутні, на короткій ніжці. Насіння злегка опукле, в центрі не вдавлене. 2n = 18.

## Поширення
Європа: майже вся територія, крім півночі; Північна Африка: Алжир, Єгипет, Лівія, Марокко, Туніс; Азія: Кіпр, Ізраїль, Йорданія, Ліван, Сирія, Туреччина, Вірменія, Грузія; натуралізований у США, Канаді, Аргентині, Чилі, ПАР, Новій Зеландії.
В Україні зростає на крейді на засмічених місцях — на всій території.

## Використання
Рослину культивували як харчову приблизно до початку 20 століття. Цей вид також використовувався для добування поташу.

## Галерея

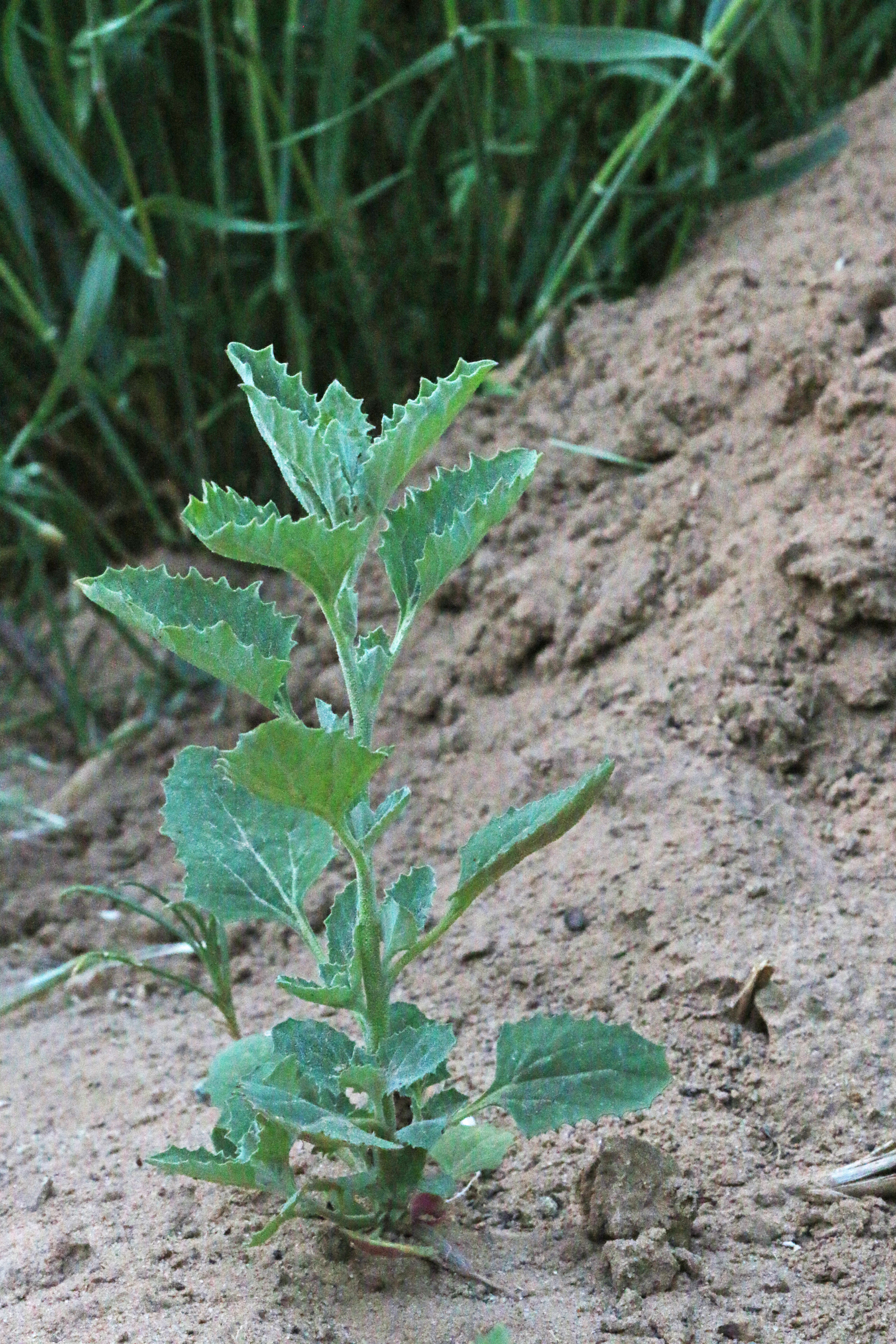
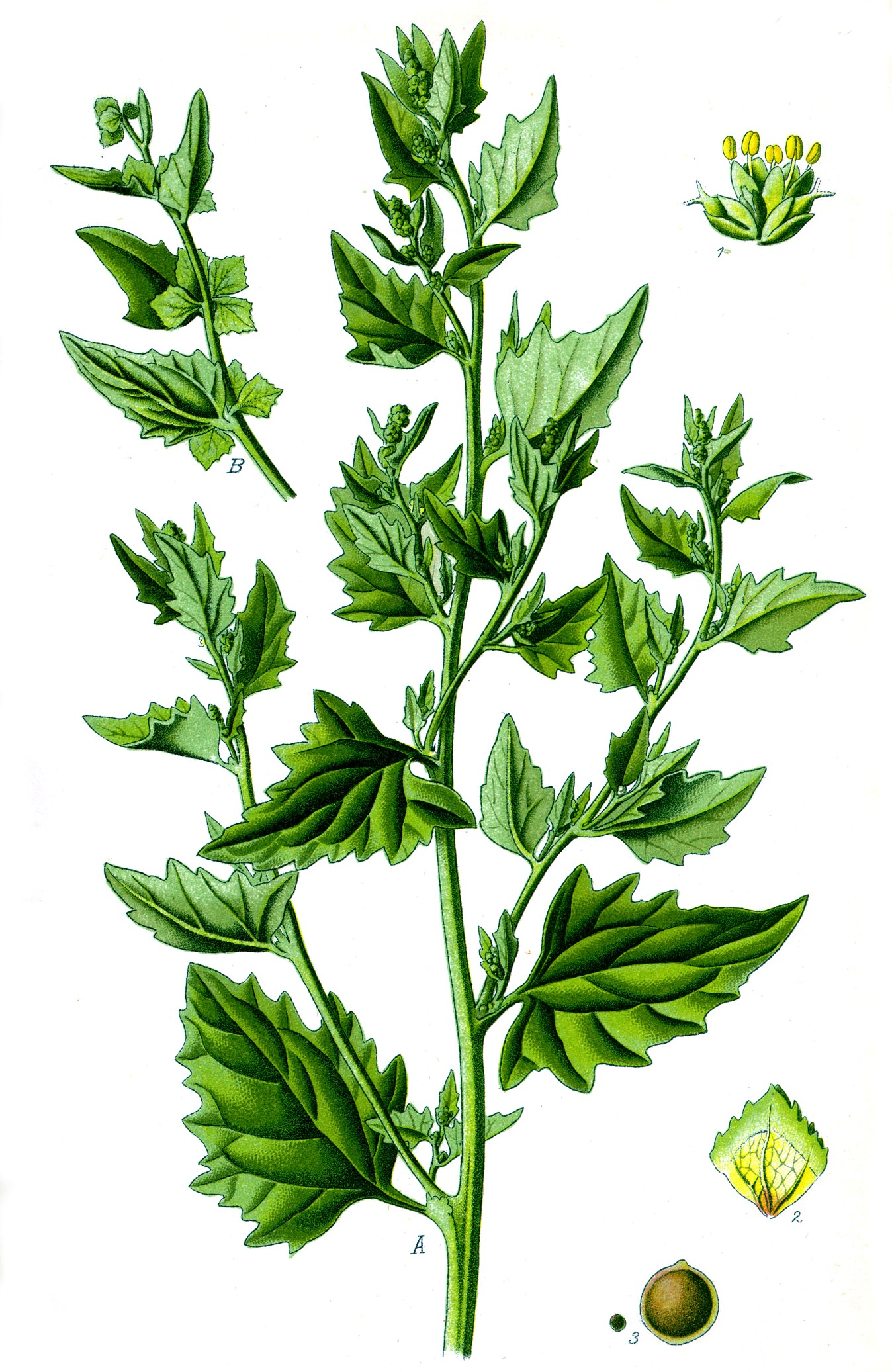